# 绿果黄花落叶松
绿果黄花落叶松（学名：Larix olgensis f. viridis）为松科落叶松属黄花落叶松下的一个变型。分布于朝鲜以及中国大陆的吉林等地，生长于海拔1,300米至1,700米的地区，目前尚未由人工引种栽培。 

## 扩展阅读
- 維基物種上的相關：绿果黄花落叶松